# Teratomyces mirificus
Teratomyces mirificus är en svampart som beskrevs av Thaxt. 1894. Teratomyces mirificus ingår i släktet Teratomyces och familjen Laboulbeniaceae.   Inga underarter finns listade i Catalogue of Life.